# Baron Semple (schip, 1939)
De Baron Semple was een Brits stoomvrachtschip van 4.573 ton, dat in de Tweede Wereldoorlog door een Duitse onderzeeboot tot zinken werd gebracht.

## Geschiedenis
Haar afwerking op de scheepswerf gebeurde in 1939 bij C. Connell & Co Ltd, Glasgow, Schotland, met als eigenaar H. Hogarth & Sons Ltd, Glasgow. Haar thuishaven was in Ardrossan. Haar reisroute ging vanuit Rio de Janeiro - Freetown naar het Verenigd Koninkrijk. Ze was geladen met ijzererts. De Baron Semple had 62 bemanningsleden aan boord.
Op 2 november 1943 werd de Baron Semple, die alleen voer zonder escorteschepen, met kapitein Philip Jarvis Carnie als gezagvoerder, getorpedeerd en tot zinken gebracht door de U-848, onder bevel van Frkpt. Wilhelm Rollmann, ten noordwesten van Ascension, op positie 05° Z en 21° W. Deze torpedotreffer was echter fataal voor het vrachtschip en voor de gehele bemanning, want kapitein Philip Jarvis Carnie en 61 bemanningsleden kwamen allen hierbij om het leven.